# Robert Maurice
Robert Maurice (* 10. Januar 1906 in Genf; † 3. Dezember 1998) war ein Schweizer Diplomat.

## Leben
Robert Maurice kam in Genf als Sohn von Léopold Maurice, Ingenieur der Stadt Genf, und Théodora «Dora» Maurice (geb. Turrettini) zur Welt. Maurice durchlief zwischen 1913 und 1925 seine Schulkarriere in Genf. 1930 erwarb er das Diplom als Chemieingenieur. Im gleichen Jahr begab sich Maurice nach Belgisch-Kongo, um seiner Tätigkeit als geologischer Ingenieur nachzugehen (sein Auftraggeber war die Union Minière du Haut-Katange). 1940 wurde Maurice zum Delegierten des IKRK ernannt.

## Eintritt in den diplomatischen Dienst
Maurice trat am 13. April 1942 in den diplomatischen Dienst ein und war während des Zweiten Weltkrieges Leiter der für übrige Staaten zuständigen 5. Sektion im Aussenministerium, dem Eidgenössischen Politischen Departement (heute Eidgenössisches Departement für auswärtige Angelegenheiten), und wurde danach dort am 1. Januar 1945 Gesandtschaftsattaché für Fremde Interessen und am 1. Januar 1946 Gesandtschaftssekretär, ehe am 30. Oktober 1951 seine Beförderung zum Legationsrat erfolgte. Als solcher war er zwischen 1952 und 1954 Leiter des Protokolls des Politischen Departements.
Am 19. Oktober 1954 wurde Maurice als Nachfolger von Eduard Feer Gesandter in Brasilien. Nach der Aufwertung der Gesandtschaft zur Botschaft wurde er am 25. April 1958 erster Schweizer Botschafter in Brasilien und bekleidete dieses Amt bis zum 22. Januar 1960, woraufhin André Dominicé sein dortiger Nachfolger wurde. Er selbst löste am 1. März 1960 Gaston Jaccard als Botschafter in Belgien ab und verblieb dort bis zum 25. Oktober 1962. Zugleich war er für Luxemburg akkreditiert und wurde als Botschafter durch Jean-Louis Pahud abgelöst. Er selbst übernahm am 19. Oktober 1962 von Jean-Louis Pahud den Posten als Botschafter in Ägypten. Er verblieb in dieser Verwendung bis zum 21. Oktober 1966 und wurde danach von André Parodi abgelöst.
Zuletzt wurde Maurice am 12. März 1967 Botschafter in Spanien und damit Nachfolger von Mario Fumasoli. Diese Funktion bekleidete er bis zu seinem Eintritt in den Ruhestand am 30. Juni 1971 und wurde anschliessend erneut von André Parodi abgelöst.
Sein Sohn Antoine Maurice war ebenfalls Diplomat sowie Journalist und Hochschullehrer.

## Weblink
- Maurice, Robert in der Datenbank Dodis der Diplomatischen Dokumente der Schweiz